# Хьюз, Томас Лоу
Томас Лоу Хьюз (англ. Thomas Lowe Hughes, 11 декабря 1925, Манкейто — 3 января 2023, Вашингтон) — американский правительственный чиновник, который был директором Бюро разведки и исследований Государственного департамента США при администрациях Кеннеди и Джонсона. С 1971 года он был президентом Фонда Карнеги за международный мир. Он также был советником сенатора от Миннесоты Хьюберта Хамфри с 1955 по 1958 год.
Хьюз родился 11 декабря 1925 года в Манкейто, штат Миннесота. Он получил образование в Карлтон-колледже, штат Миннесота, Оксфордском университете в качестве стипендиата Родса и Йельской школе права, которую окончил в 1952 году.
Хьюз умер 2 января 2023 года в Вашингтоне, округ Колумбия в возрасте 97 лет.